# Гаврилов Ігор Володимирович
Ігор Володимирович Гаврилов (17 травня 1928 — 19 жовтня 1982) — український радянський астроном, спеціаліст з селенодезії (тобто геодезії Місяця), завідувач відділу фотографічної астрометрії Головної астрономічної обсерваторії АН УРСР, лауреат Державної премії УРСР у галузі науки і техніки.

## Біографія
Народився в містечку Рубежевичі (нині Мінська область Білорусі). 1947 року закінчив Вільнюський індустріальний політехнікум за спеціальністю «Промислове та цивільне будівництво», а 1952 року — астрономічне відділення фізико-математичного факультету Вільнюського університету. На 5 курсі університету, з 4 серпня до 28 вересня 1951 року, проходив практику в Головній астрономічній обсерваторії АН УРСР (ГАО), де він відзначився старанною роботою на новому 16-дюймовому подвійному довгофокусному астрографі Тепфера—Штейнгеля. 
Після закінчення університету був направлений вчителем математики та фізики у польську середню школу литовського міста Ново-Вільня. Наприкінці 1953 року директор ГАО Авенір Яковкін звернувся до директора Ново-Вільнянської середньої школи з проханням перевести Гаврилова на постійну роботу в ГАО, і це клопотання задовільнили. 1 січня 1954 року Гаврилов став молодшим науковим співробітником ГАО. 1960 року захистив кандидатську дисертацію «Дослідження фігури крайової зони Місяця». 1975 року був призначений на посаду завідувача відділом фотографічної астрометрії Головній астрономічній обсерваторії. 1976 року здобув ступінь доктора фізико-математичних наук.
Помер в Києві 19 жовтня 1982 року. Наступного року був посмертно нагороджений Державною премією УРСР у галузі науки і техніки.

## Наукові результати
Основні наукові роботи відносяться до селенодезії і фотографічної астрометрії. Під його керівництвом і за безпосередньої участі складені перші в СРСР селенодезичні каталоги розташувань точок видимої сторони Місяця, що зіграли значну роль при здійсненні програм вивчення Місяця за допомогою космічних апаратів і картографуванні місячної поверхні. Виконав великий цикл досліджень з визначення параметрів геометричної фігури Місяця. Значна частина цих досліджень відображена в його монографії «Фігура і розміри Місяця за астрономічними спостереженнями» (1969), а також в колективній роботі «Зведена система селенодезичних координат 4 900 точок місячної поверхні» (1977). Останніми роками життя багато уваги приділяв проблемам фотографічної астрометрії, був одним з ініціаторів програми з фотографічного огляду північного неба.

## Відзнаки
- Державна премія УРСР у галузі науки і техніки за цикл робіт «Розробка теорії та практична побудова координатних систем для геодинамічних, селенодезичних і космічних досліджень» (1983, посмертно)[3].
- На честь Ігоря Володимировича Гаврилова та його однофамільця, радянського ракетного інженера Олександра Івановича Гаврилова (1884-1955) названо Гаврилов (кратер)[en] на зворотному боці Місяця[4].

## Публікації
- Гаврилов І. В. В об’єктиві Місяць. — Київ : Видавництво АН УРСР, 1962. — 40 с.
- Гаврилов И. В. Фигура и размеры Луны по астрономическим наблюдениям. — Киев : Наукова думка, 1969. — 148 с.
- Гаврилов И. В., Кислюк В. С. Дума А. С. Сводная система селенодезических координат 4900 точек лунной поверхности. — Киев : Наукова думка, 1977. — 172 с.